# Johan Sobieski
Johan 3. Sobieski (polsk: Jan III Sobieski; litauisk: Jonas Sobieskis; født 17. august 1629 i Olesko (nuværende Lviv oblast, Ukraine), Polen-Litauen, død 17. juni 1696 i Wilanów, Warszawa, Polen-Litauen) var konge i den polsk-litauiske realunion fra 1674 til 1696. Han blev gift med Marie Casimire de La Grange d'Arquien i 1665.

## Biografi
Johan Sobieski var søn af en polsk adelsmand. Ved sin store militære dygtighed avancerede han til stormarskal i 1665 og storfeltherre i 1667 og var øverstbefalende for den polske hær. Efter sin sejr over osmannerne i Slaget ved Khotin i 1673 under den Polsk-osmanniske krig (1672-1676) blev han efter Michael Wisniowieckis død valgt til konge 21. maj 1674 og blev kronet 2. februar 1676.
Han allierede sig med Det tysk-romerske Rige og stod i spidsen for den hellige alliance i Slaget ved Wien den 11.–12. september 1683, hvor osmannerne blev fordrevet fra Wien. Frem til sin død fortsatte han kampen mod osmannerne og fik ry som krigshelt, men havde mindre held med at skabe ordnede forhold indadtil og hævde sin kongemagt over for den polske adel.
Han regerede til sin død i 1696 og efterfulgtes af Kurfyrst Frederik August 1. af Sachsen.